# 建善寺
26°53′33″N 120°00′50″E / 26.892435°N 120.013872°E
建善寺是位於福建省寧德市霞浦县的一座寺庙，始建于南齐永明元年，原名“建福斋”，已有1500多年的历史，是福建省现存年代最久远的寺院，有“八闽第一古刹”之称。目前该寺已被列为福建省文物保护单位。

## 歷史沿革

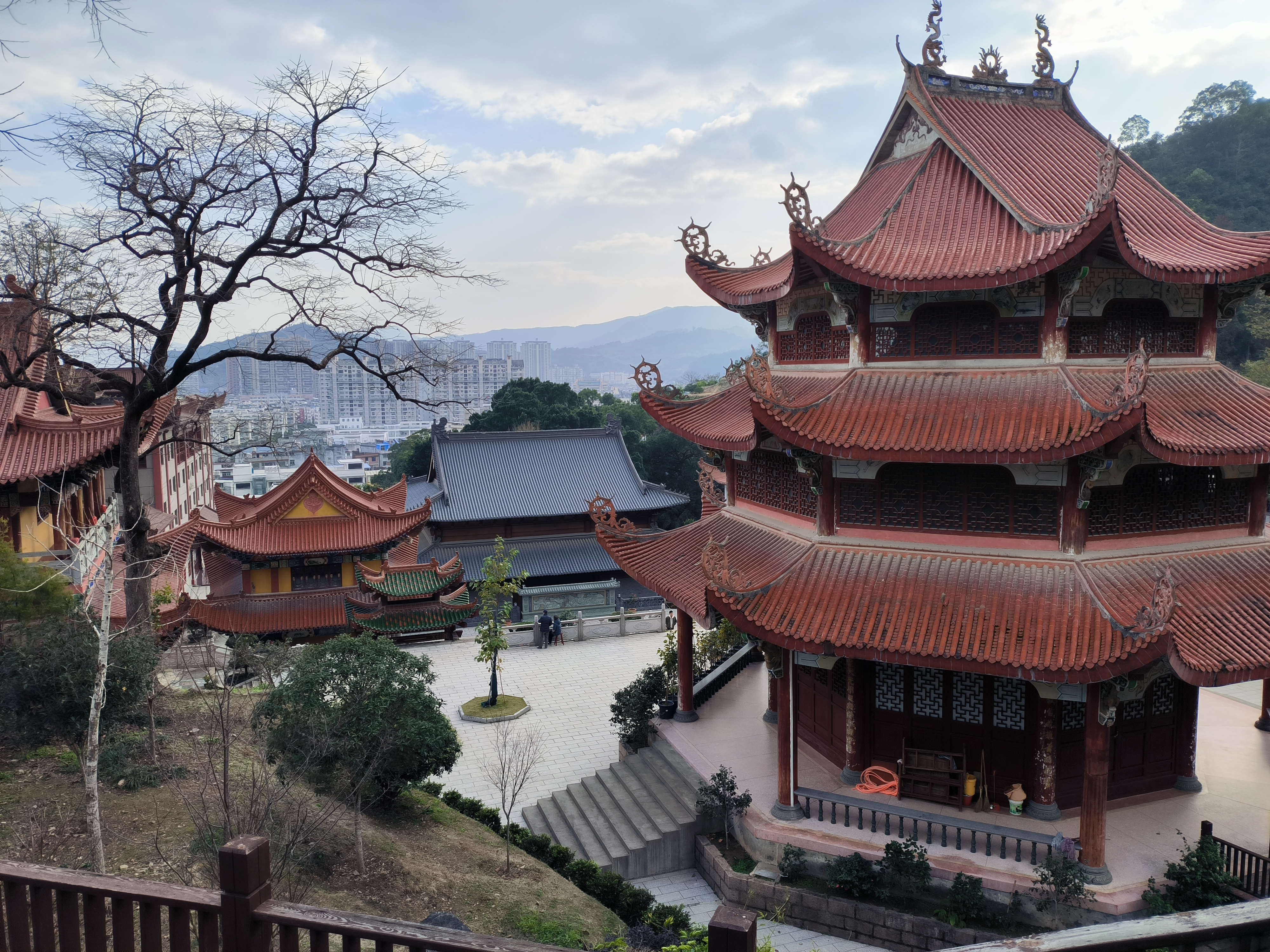
建善寺内的建筑物

南齐永明元年，建善寺的前身“建福斋”被创建于温麻县（今沙江镇）。后来唐代设置长溪县，迁县治于今松城镇，景云二年（公元711年）建福斋随县治迁至现址，并改名为“建善寺”。
唐朝贞元二十年（公元804年），日本真言宗的创始人空海大师乘遣唐使船入唐求法，中途突遇飓风，在海上漂流了34天，后于长溪县赤岸镇(今霞浦县赤岸村)海口登陆，在逗留了41天后奔赴长安，逗留期间，海空曾至建善寺参拜
。会昌五年（公元845年），唐武宗开展大规模打击佛教的活动，史称会昌毁佛，寺遂废。公元846年唐宣宗即位，重新尊崇佛教，五年后大千法师奏请恢复寺庙，宣宗同意，并御赐“大中建善”的匾额。
宋乾兴元年（公元1022年），寺庙被改称“建善禅寺”。宋元丰六年（公元1078年），进士陈襄重建该寺。
明洪武十九年（公元1368年）设“僧正司署”于寺內，统管福宁地区的佛教寺院。明嘉靖已末年（公元1563年），倭寇入侵，时任县令徐甫宰恐寺庙被倭寇蹂躏，不得已而下令军民以火焚之，寺内古物大多损毁。隆庆元年（公元1567年）再次复建。
清康熙十年（公元1671年）总兵吴万福、知州黄鼎扩建，乾隆九年，云庵法师又对寺庙进行重修。
民国三十年（公元1941年）二月，霞浦县立中学（现福建省霞浦第一中学）迁至该寺，经过半年多才迁出。
中华人民共和国成立后，从1951年开始，该寺被县政府借用为各种用途，直至1983年才归还佛教协会，并恢复佛事活动。后政府拨款以及信士的捐助使寺院得以修缮，现建筑面积已达1668.4平方米。

## 主要建筑及布局

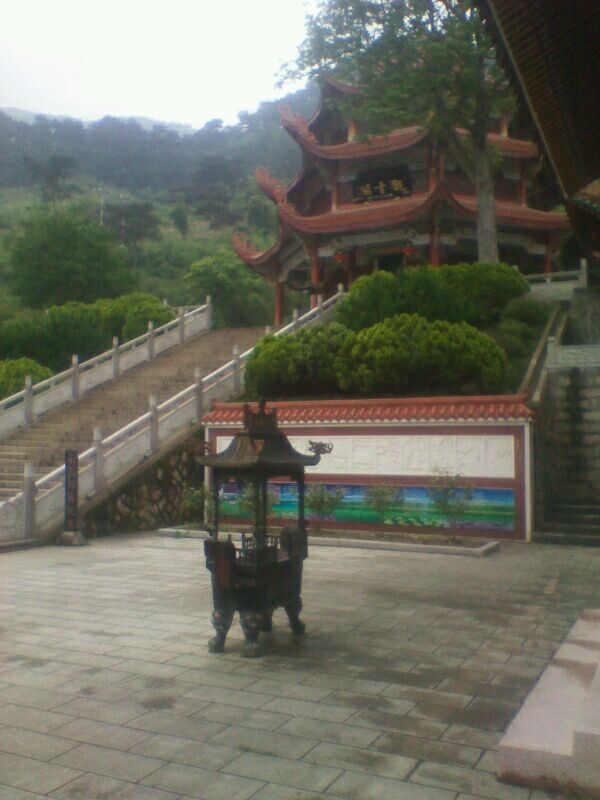
寺内的观音阁（右上）

寺内自南而北依次为牌楼、山门、天王殿、钟鼓楼、大雄宝殿、月台、观音阁等。寺院主体建筑布局沿华峰山主脉，各组殿宇凭借山势，层层而上。入山门顺坡而上，有一堵仿古围墙，墙上书有“松声竹色，月影溪光”八大字。山门西侧的古榕树下立有原国务院秘书长杜星垣书镌的“古刹逢春”石匾，寺门上有中国佛教协会会长赵朴初亲笔书额的“建善寺”。
建善寺前进为天王殿，殿后有百年银杏树及木棉树；中进为大雄宝殿，殿左建有灵祐禅师殿和鼓楼；殿右建有空海大师殿和钟楼，后为吴万福祠；后进为知客厅，厅左为斋堂，厅右为寮房，厅前为“放生池”。